# Tihanyi Miklós (színművész, 1850–1885)
Id. Tihanyi Miklós; László (Biharnagybajom, 1850. október 2. – Budapest, 1885. március 31.) színész.

## Életútja
Atyja kiskereskedő volt és fiát is kereskedőnek szánta, de Tihanyi nagyobb hajlandóságot érzett a színipályára s 1865-ben felcsapott színésznek, Kocsisovszky Jusztin színtársulatánál, Debrecenben. Ekkor használta először a Tihanyi nevet. Utána Kassán és Győrött működött, Balog Antalnál szerepelt, majd Szegedre került. 1874–75 telét Kassán és Miskolcon töltötte. 1875 nyarán Latabár Endréhez a Dunántúlra szerződött, ahol híre nőttön-nőtt. A budai Nyári Színkörben is játszott. Az 1875. évben megnyíló Népszínházhoz Rákosi Jenő Tihanyit is sietett leszerződtetni. A jeles művész már a megnyitó előadáson megnyerte a fővárosi közönség általános tetszését, mely ezután egyre fokozódott. 1879. június 13-án a Nemzeti Színházban vendégszerepelt (Tündérlak — gróf Vámházy), amikor a Fővárosi Lapok így írt róla: „Gróf Vámházy tábornok szerepét játszotta természetes egyszerűséggel, jóizű kedéllyel, s nagy tetszés mellett. Mint halljuk, ő már pályája kezdetétől fogva kizárólagosan az apai szerepkörre képezte magát, melyre határozottan tehetsége s hivatása van. Alakja magas, szép színpadi alak, hangja rokonszenves s különösen alkalmas az öreg urak bonhomiájának színezésére; modora mesterkéletlen, természetes, s játékában semmi olyan nincs, a mire rá lehetne fogni, hogy a provinciáról hozta magával." Szigeti József A falu rossza című népszínművében Gonosz Pistát alakította, ezen szerepében még Újházi Edét is túlszárnyalta.
1879. február 24-én feleségül vette a görög egyesült egyház szertartása szerint Pecze Terézt, a Nemzeti Színház táncosnőjét. Gyermekei: ifj. Tihányi Miklós és Tihanyi Mariska. Temetése a Kerepesi út 50. számú házból volt. A Népszínház előtt Lukácsy Sándor búcsúztatta, a sírnál pedig Vidor Pál. Sirkőleleplezése 1888. június 1-én volt.

## Fontosabb szerepei
- Dunanan apó (Offenbach)
- Eusebius (Hellmesberger: A kétnejű gróf)
- Montabor (Lecocq: Kisasszony feleségem)
- Plinchard (Lili)
- Pusztabiró (Sárga csikó)
- Keszeg Mihály (Vereshaju)
- Peták káplár (Piros bugyelláris)
- Peterschop (Kisasszony feleségem)
- Bíró (Cornevillei)
- Pék mester (Milimári)
- Atya (Igmándi kispap)
- Gonosz Pista (Falu rossza)
- Zajthay (Peleskei nótárius)